# 索克瓦貝克
索克瓦貝克。在北歐神話中，這是薩迦女神的宮殿。

每天，奧丁都會來到這裡找薩迦女神，而薩迦女神會為奧丁呈上冰涼的河水及講述傳奇故事。這座宮殿的似乎位於河水的底下，有「下沉之溪」（The Sinking Stream）之意。亦有翻成「水晶宮」。